# Saison 2015-2016 des Wizards de Washington
La saison 2015-2016 des Wizards de Washington est la 55e saison de la franchise en NBA et la 43e saison dans la ville de Washington.

## Draft
| Tour | Choix | Joueur       | Poste   | Nationalité | Provenance                   |
| ---- | ----- | ------------ | ------- | ----------- | ---------------------------- |
| 1    | 19    | Jerian Grant | PG / SG | États-Unis  | Fighting Irish de Notre Dame |
| 2    | 49    | Aaron White  | PF      | États-Unis  | Hawkeyes de l'Iowa           |

## Pré-saison
| Pré-saison Total: 2-1 (Domicile : 2-1 ; Extérieur : 0-0) |

| Match | Date match | Équipe         | Score     | Meilleur marqueur  | Meilleur rebondeur | Meilleur passeur   | Lieux Spectateurs         | Série |
| ----- | ---------- | -------------- | --------- | ------------------ | ------------------ | ------------------ | ------------------------- | ----- |
| 1     | 6 octobre  | Philadelphie   | V 129-95  | Otto Porter (22)   | Garrett Temple (9) | John Wall (9)      | Verizon Center 11 670     | 1 - 0 |
| 2     | 9 octobre  | New York       | D 104-115 | Marcin Gortat (15) | Bradley Beal (8)   | Sessions, Wall (4) | Verizon Center 14 267     | 1 - 1 |
| 3     | 11 octobre | Bauru          | V 134-100 | Marcin Gortat (19) | Kris Humphries (9) | John Wall (9)      | Verizon Center 10 233     | 2 - 1 |
| 4     | 16 octobre | @ Philadelphie |           |                    |                    |                    | Royal Farms Arena         | -     |
| 5     | 17 octobre | @ Milwaukee    |           |                    |                    |                    | BMO Harris Bradley Center | -     |
| 6     | 21 octobre | @ Miami        |           |                    |                    |                    | American Airlines Arena   | -     |
| 7     | 23 octobre | @ Toronto      |           |                    |                    |                    | Centre Bell               | -     |

## Confrontations
| Conférence Est      | Conférence Est                             | Conférence Est                             | Conférence Est                             | Conférence Est                             | Conférence Ouest                           | Conférence Ouest                           | Conférence Ouest                           |
| Division Atlantique | Division Atlantique                        | Division Atlantique                        | Division Atlantique                        | Division Atlantique                        | Division Nord-Ouest                        | Division Nord-Ouest                        | Division Nord-Ouest                        |
| Équipe              | Domicile                                   | Domicile                                   | Extérieur                                  | Extérieur                                  | Équipe                                     | Domicile                                   | Extérieur                                  |
| ------------------- | ------------------------------------------ | ------------------------------------------ | ------------------------------------------ | ------------------------------------------ | ------------------------------------------ | ------------------------------------------ | ------------------------------------------ |
| Boston              | 117-119                                    | 91-116                                     | 98-118                                     | 78-111                                     | Denver                                     | 113-117                                    | 100-116                                    |
| Brooklyn            | 121-103                                    |                                            | 111-96                                     | 120-111                                    | Minnesota                                  | 129-132 (2OT)                              | 104-98                                     |
| New York            | 110-117                                    | 99-89                                      | 111-108                                    |                                            | Oklahoma City                              | 101-125                                    | 98-114                                     |
| Philadelphie        | 106-94                                     | 116-108                                    | 103-94                                     | 99-94                                      | Portland                                   | 98-108                                     | 109-116                                    |
| Toronto             | 82-84                                      | 88-97                                      | 91-94                                      | 89-106                                     | Utah                                       | 103-89                                     | 93-114                                     |
|                     | 4–5                                        | 4–5                                        | 5–4                                        | 5–4                                        |                                            | 1–4                                        | 1–4                                        |
| Division            | 9–9                                        | 9–9                                        | 9–9                                        | 9–9                                        | Division                                   | 2–8                                        | 2–8                                        |
| Division Centrale   | Division Centrale                          | Division Centrale                          | Division Centrale                          | Division Centrale                          | Division Pacifique                         | Division Pacifique                         | Division Pacifique                         |
| Equipe              | Domicile                                   | Domicile                                   | Extérieur                                  | Extérieur                                  | Equipe                                     | Domicile                                   | Extérieur                                  |
| Chicago             | 117-96                                     |                                            | 114-100                                    | 104-109                                    | Golden State                               | 121-134                                    | 94-102                                     |
| Cleveland           | 115-121                                    | 113-99                                     | 97-85                                      | 83-108                                     | L.A. Clippers                              | 91-108                                     | 109-114                                    |
| Detroit             | 98-86                                      | 124-81                                     | 97-95                                      | 99-112                                     | L.A. Lakers                                | 104-108                                    | 101-88                                     |
| Indiana             | 106-123                                    | 99-100                                     | 118-104                                    |                                            | Phoenix                                    | 109-106                                    | 106-99                                     |
| Milwaukee           | 115-86                                     | 106-101                                    | 118-113                                    | 92-99                                      | Sacramento                                 | 113-99                                     | 111-120                                    |
|                     | 6–3                                        | 6–3                                        | 5–4                                        | 5–4                                        |                                            | 2–3                                        | 2–3                                        |
| Division            | 11–7                                       | 11–7                                       | 11–7                                       | 11–7                                       | Division                                   | 4–6                                        | 4–6                                        |
| Division Sud-Est    | Division Sud-Est                           | Division Sud-Est                           | Division Sud-Est                           | Division Sud-Est                           | Division Sud-Ouest                         | Division Sud-Ouest                         | Division Sud-Ouest                         |
| Equipe              | Domicile                                   | Domicile                                   | Extérieur                                  | Extérieur                                  | Equipe                                     | Domicile                                   | Extérieur                                  |
| Atlanta             | 101-122                                    | 109-98                                     | 99-114                                     | 117-102                                    | Dallas                                     | 104-116                                    | 114-111                                    |
| Charlotte           | 109-101                                    | 113-98                                     | 87-101                                     | 104-108                                    | Houston                                    | 103-109                                    | 123-122                                    |
| Miami               | 75-97                                      | 106-87                                     | 114-103                                    | 94-114                                     | Memphis                                    | 100-91                                     | 95-112                                     |
| Orlando             | 108-99                                     | 103-91                                     | 88-87                                      | 105-99                                     | New Orleans                                | 109-89                                     | 105-107                                    |
|                     |                                            |                                            |                                            |                                            | San Antonio                                | 102-99                                     | 95-114                                     |
|                     | 6–2                                        | 6–2                                        | 4–4                                        | 4–4                                        |                                            | 3–2                                        | 2–3                                        |
| Division            | 10–6                                       | 10–6                                       | 10–6                                       | 10–6                                       | Division                                   | 5–5                                        | 5–5                                        |
| Conférence          | 30–22 (Domicile : 16–10; Extérieur: 14–12) | 30–22 (Domicile : 16–10; Extérieur: 14–12) | 30–22 (Domicile : 16–10; Extérieur: 14–12) | 30–22 (Domicile : 16–10; Extérieur: 14–12) | Conférence                                 | 11–19 (Domicile : 6–9 ; Extérieur : 5–10)  | 11–19 (Domicile : 6–9 ; Extérieur : 5–10)  |
| Total               | 41–41 (Domicile : 22–19; Extérieur: 19–22) | 41–41 (Domicile : 22–19; Extérieur: 19–22) | 41–41 (Domicile : 22–19; Extérieur: 19–22) | 41–41 (Domicile : 22–19; Extérieur: 19–22) | 41–41 (Domicile : 22–19; Extérieur: 19–22) | 41–41 (Domicile : 22–19; Extérieur: 19–22) | 41–41 (Domicile : 22–19; Extérieur: 19–22) |

## Effectif actuel
| Wizards de Washington Effectif actuel |    |                        |                   |                      |
| Entraîneur: Randy Wittman             |    |                        |                   |                      |
| Arrière, Ailier                       | 6  | Drapeau des États-Unis | Alan Anderson     | Michigan State       |
| Arrière, Ailier                       | 3  | Drapeau des États-Unis | Bradley Beal      | Florida              |
| Ailier                                | 1  | Drapeau des États-Unis | Jared Dudley      | Boston College       |
| Arrière, Ailier                       | 8  | Drapeau des États-Unis | Jarell Eddie      | Virginia Tech        |
| Ailier fort                           | 90 | Drapeau des États-Unis | Drew Gooden       | Kansas               |
| Pivot                                 | 13 | Drapeau de la Pologne  | Marcin Gortat (C) | Pologne              |
| Ailier fort                           | 21 | Drapeau des États-Unis | J. J. Hickson     | North Carolina State |
| Ailier fort                           | 5  | Drapeau des États-Unis | Markieff Morris   | Kansas               |
| Arrière                               | 14 | Drapeau des États-Unis | Gary Neal         | Towson               |
| Pivot, Ailier fort                    | 42 | Drapeau du Brésil      | Nenê (C)          | Brésil               |
| Arrière, Ailier                       | 12 | Drapeau des États-Unis | Kelly Oubre       | Kansas               |
| Ailier                                | 22 | Drapeau des États-Unis | Otto Porter       | Georgetown           |
| Meneur                                | 7  | Drapeau des États-Unis | Ramon Sessions    | Nevada               |
| Arrière                               | 17 | Drapeau des États-Unis | Garrett Temple    | Louisiana State      |
| Meneur                                | 2  | Drapeau des États-Unis | John Wall (C)     | Kentucky             |
| (C) Capitaine - Blessé                |    |                        |                   |                      |

## Contrats et salaires 2015-2016
| Joueur          | Poste      | Âge        | Exp        | Contrat                | Salaire 2015-2016 | Fin du contrat |
| --------------- | ---------- | ---------- | ---------- | ---------------------- | ----------------- | -------------- |
| Joueurs actuels |            |            |            |                        |                   |                |
| Alan Anderson   | SG         | 33         | 6          | 4 000 000 $ sur 1 an   | 4 000 000 $       | 2016           |
| Bradley Beal    | SG         | 22         | 3          | 18 652 514 $ sur 4 ans | 5 694 674 $       | 2016           |
| Jared Dudley    | SG         | 30         | 8          | 21 250 000 $ sur 5 ans | 4 375 000 $       | 2016           |
| Jarell Eddie    | SF         | 24         | 1          | 562,000 $ sur 1 an     | 561,716 $         | 2016           |
| Drew Gooden     | PF         | 34         | 13         | 6 847 000 $ sur 2 ans  | 3 300 000 $       | 2017           |
| Marcin Gortat   | C          | 31         | 8          | 60 000 000 $ sur 5 ans | 11 217 391 $      | 2019           |
| J. J. Hickson   | PF         | 27         | 7          | 366,000 $ sur 1 an     | 273,038 $         | 2016           |
| Markieff Morris | PF         | 26         | 4          | 32 000 000 $ sur 4 ans | 8 000 000 $       | 2018           |
| Gary Neal       | PG         | 31         | 5          | 2 139 000 $ sur 1 an   | 2 139 000 $       | 2016           |
| Nenê            | PF         | 33         | 13         | 65 000 000 $ sur 5 ans | 13 000 000 $      | 2016           |
| Kelly Oubre     | SF         | 19         | 0          | 3 926 880 $ sur 2 ans  | 1 920 240 $       | 2019           |
| Otto Porter     | SF         | 22         | 2          | 19 305 421 $ sur 4 ans | 4 662 960 $       | 2017           |
| Ramon Sessions  | PG         | 29         | 8          | 4 247 465 $ sur 2 ans  | 2 170 465 $       | 2016           |
| Garrett Temple  | SG         | 29         | 5          | 2 081 686 $ sur 2 ans  | 1 100 602 $       | 2016           |
| John Wall       | PG         | 25         | 5          | 84 789 500 $ sur 5 ans | 15 851 950 $      | 2019           |
| Joueurs coupés  |            |            |            |                        |                   |                |
| Ryan Hollins    | C          | 31         | 9          | -                      | 200,426 $         | -              |
| Jaleel Roberts  | C          | 23         | 0          | -                      | 10,000 $          | -              |
| Martell Webster | SF         | 28         | 10         | -                      | 5 613 500 $       | -              |
|                 |            |            |            |                        |                   |                |
| Total           | Total      | Total      | Total      | Total                  | 84 090 962 $      | Différence     |
| Salary Cap      | Salary Cap | Salary Cap | Salary Cap | Salary Cap             | 70 000 000 $      | - 14 090 962 $ |
| Luxury Tax      | Luxury Tax | Luxury Tax | Luxury Tax | Luxury Tax             | 84 700 000 $      | 223,478 $      |

- 2016 = Joueur agent libre en fin de saison.
- 2016 = Joueur agent libre restreint en fin de saison.

## Transferts

### Échanges
| Juin            | Juin                                                | Juin                                                                                                   | Juin                   |
| --------------- | --------------------------------------------------- | --- | ---------------------- |
| 25 juin 2015    | Échange à deux équipes                              | Échange à deux équipes                                                                                 | Échange à deux équipes |
| 25 juin 2015    | Vers Wizards de Washington - Droits sur Kelly Oubre | Vers Hawks d'Atlanta - Droits sur Jerian Grant - Second tour de draft 2016 - Second tour de draft 2019 | [ 2 ]                  |
| Juillet         |                                                     | |                        |
| 9 juillet 2015  | Échange à deux équipes                              | Échange à deux équipes                                                                                 | Échange à deux équipes |
| 9 juillet 2015  | Vers Wizards de Washington - Jared Dudley           | Vers Bucks de Milwaukee - Second tour de draft 2020 (protégé)                                          | [ 3 ]                  |
| Février         |                                                     | |                        |
| 18 février 2016 | Échange à deux équipes                              | Échange à deux équipes                                                                                 | Échange à deux équipes |
| 18 février 2016 | Vers Wizards de Washington - Markieff Morris        | Vers Suns de Phoenix - DeJuan Blair - Kris Humphries - Premier tour de draft 2016 (protégé)            | [ 4 ]                  |

### Joueurs qui re-signent
| Date       | Joueur      | Contrat                          | Référence |
| ---------- | ----------- | -------------------------------- | --------- |
| 13 juillet | Drew Gooden | Contrat de 6 800 000 $ sur 2 ans | [ 5 ]     |

#### Options joueur et équipe
| Date         | Joueur      | Option                                                                        |
| ------------ | ----------- | ----------------------------------------------------------------------------- |
| 28 septembre | Otto Porter | Washington exerce son option d'équipe de 5 890 000 $ pour la saison 2016-2017 |

### Arrivés

#### Via draft
| Date      | Joueur      | Draft                                      | Contrat                                                                         | Provenance         | Référence |
| --------- | ----------- | ------------------------------------------ | ------------------------------------------------------------------------------- | ------------------ | --------- |
| 9 juillet | Kelly Oubre | Draft 2015, Tour 1, choix n°15 (d'Atlanta) | Contrat de 3 930 000 $ sur 2 ans (Option d’équipe pour les saisons 2017 à 2019) | Jayhawks du Kansas | [ 6 ]     |

#### Via agent libre
| Date       | Joueur        | Contrat                         | Provenance                | Référence |
| ---------- | ------------- | ------------------------------- | ------------------------- | --------- |
| 9 juillet  | Gary Neal     | Contrat de 2 139 000 $ sur 1 an | Timberwolves du Minnesota | [ 7 ]     |
| 12 juillet | Alan Anderson | Contrat de 4 000 000 $ sur 1 an | Nets de Brooklyn          | [ 8 ]     |

#### Via Trade
| Date       | Joueur(s) ou tour(s) de draft | Provenance         |
| ---------- | ----------------------------- | ------------------ |
| 25 juin    | Kelly Oubre                   | Hawks d'Atlanta    |
| 9 juillet  | Jared Dudley                  | Bucks de Milwaukee |
| 18 février | Markieff Morris               | Suns de Phoenix    |

### Départs

#### Via agent libre
| Date       | Joueur         | Contrat                           | Vers ¹                  | Référence |
| ---------- | -------------- | --------------------------------- | ----------------------- | --------- |
| 10 juillet | Paul Pierce    | Contrat de 10 580 000 $ sur 3 ans | Clippers de Los Angeles | [ 9 ]     |
| 6 août     | Kevin Séraphin | Contrat de 2 800 000 $ sur 1 an   | Knicks de New York      | [ 10 ]    |

¹ Il s'agit de l’équipe pour laquelle le joueur a signé après son départ, il a pu entre-temps changer d'équipe ou encore de pays.

#### Via Trade
| Date       | Joueur(s) ou tour(s) de draft                                                                    | Vers               |
| ---------- | ------------------------------------------------------------------------------------------------ | ------------------ |
| 25 juin    | Jerian Grant Second tour de draft 2016 Second tour de draft 2019                                 | Hawks d'Atlanta    |
| 9 juillet  | Second tour de draft 2020 (si 56-60)                                                             | Bucks de Milwaukee |
| 18 février | DeJuan Blair Kris Humphries Premier tour de draft (si 10-30 de 2016 à 2021, non protégé en 2022) | Suns de Phoenix    |

#### Via Waived
| Date        | Joueur                                                              | Commentaire                                               |
| ----------- | ------------------------------------------------------------------- | --------------------------------------------------------- |
| 24 octobre  | Josh Harrellson Jaron Johnson Toure' Murry Jaleel Roberts Ish Smith | Non retenus dans l'équipe après les camps d’entraînements |
| 30 novembre | Martell Webster                                                     | Libéré                                                    |
| 23 décembre | Ryan Hollins                                                        | Libéré                                                    |